# Shrewsbury-skatten
Shrewsbury-skatten (eller Shropshire-skatten) er et depotfund på 9.315 romerske mønter i bronze, som blev fundet med metaldetektor på en mar nær Shrewsbury i Shropshire i England i august 2009. Mønterne blev fundet i en stor keramikkrukke, der var blevet begravet omkring år 335 e.Kr..
Shropshire County Council Museum Service købte skatten (Museum accession number: SHRMS:2013.00) og fra maj 2021 har den været en del af den permanente udstilling på Shrewsbury Museum and Art Gallery.